# NBA All-Star Game 1998
Le NBA All-Star Game 1998 s'est déroulé le 8 février 1998 au Madison Square Garden de New York.

## Effectif All-Star de l'Est
- Michael Jordan (Bulls de Chicago)
- Grant Hill (Pistons de Détroit)
- Dikembe Mutombo (Hawks d'Atlanta)
- Tim Hardaway (Heat de Miami)
- Shawn Kemp (Cavaliers de Cleveland)
- Anfernee Hardaway (Magic d'Orlando)
- Reggie Miller (Pacers de l'Indiana)
- Rik Smits (Pacers de l'Indiana)
- Steve Smith (Hawks d'Atlanta)
- Antoine Walker (Celtics de Boston)
- Glen Rice (Charlotte Hornets)
- Jayson Williams (New Jersey Nets)

## Effectif All-Star de l'Ouest
- David Robinson (Spurs de San Antonio)
- Karl Malone (Jazz de l'Utah)
- Tim Duncan (Spurs de San Antonio)
- Shaquille O'Neal (Lakers de Los Angeles)
- Kevin Garnett (Timberwolves du Minnesota)
- Mitch Richmond (Sacramento Kings)
- Jason Kidd (Suns de Phoenix)
- Gary Payton (SuperSonics de Seattle)
- Vin Baker (SuperSonics de Seattle)
- Kobe Bryant (Lakers de Los Angeles)
- Eddie Jones (Lakers de Los Angeles)
- Nick Van Exel (Lakers de Los Angeles)

## Concours
Vainqueur du concours de tir à 3 points : Jeff Hornacek
Pas de concours du Slam Dunk Contest